# 川康平民商业银行旧址
川康平民商业银行旧址位于中国重庆市渝中区朝天门街道打铜街16号，原为川康平民商业银行所在地，现为邮政局所使用。2013年作为“重庆抗战金融机构旧址群”之一被列为第七批全国重点文物保护单位。
川康平民商业银行1937年9月由川康殖业银行、重庆平民银行和四川商业银行合并而来。
抗战时期这里保存了从北京故宫辗转而来的约9000余箱国宝文物中的一部分，直至抗战胜利。